# Sonata per a piano núm. 3 en mi major, D 459 (Schubert)
La Sonata per a piano núm. 3 en mi major, D 459, és una obra per piano sol composta per Franz Schubert l'agost de 1816. No arribà a sortir publicada fins a l'any 1843 –molt després de la mort del compositor–, en una publicació a càrrec de Carl August Klemm a Leipzig, amb el títol Fünf Klavierstücke (Cinc peces per a piano).
En la primera edició del Catàleg Deutsch les cinc peces van ser agrupades amb el mateix número, D. 459. Si és una sola composició amb 5 moviments, és una qüestió discutida. En la segona edició del Catàleg Deutsch les darreres tres peces del conjunt agrupades com a Drei Klavierstücke, D 459A (Tres Peces de Piano), i només el dos primers moviments es consideren que formaven part de la mateixa sonata, D 459.
S'ha suggerit que la peça D 506 podria ser el tercer i darrer moviment d'una sonata juntament amb la tercera peça de la D 459A (Allegro patetico), que correspondria al primer moviment, i l'Adagio D 349, que seria el segon moviment.
Andrea Lindmayr-Brandl està d'acord amb Klemm en la seva afirmació que va compilar les peces de la seva publicació de 1843 de diferent s obres de Schubert. Lindmayer conclou que l'obra és "fragmentària", perquè Schubert hi havia interromput la sonata al final de la secció de desenvolupament del segon moviment.

## Peces / de moviments
I. Allegro moderato
Mi major

Amb un recapitulació en la subdominant
II. Scherzo: Allegro
Mi major
III. (o D 459A I.) Adagio
C major
IV. (o D 459A II.) Scherzo: Allegro - Trio: Più tardo
La major
La recapitulació d'aquest moviment està descrita per Daniel Coren.
V. (o D 459A III.) Allegro patetico
Mi major